# 五星戰隊大連者
《五星戰隊大連者》，是由日本東映製作的《超級戰隊系列》第17部特攝作品，於1993年（平成5年）2月19日至1994年2月11日期間每週五下午5時30分在朝日電視台首播。

## 作品特色
- 「八手三郎」系列的第15部紀念作。
- 以「中國拳法」及「靈獸」為主題的戰隊。
- 首次出現由單一戰士的機組在合體為大型機械人前亦可獨立變形為戰鬥機械人（龍星王）[註 2]。

## 故事概要
在遙遠的過去，於中國南部誕生了一個較四大文明古国更早出現的文明古國－達歐斯帝國。當時該帝國則由兩個族群共治，分別為能使用妖力的豪魔族以及使用氣力的大族，而他們亦共同奴役作為現今人類祖先之一的修羅族。然而後來豪魔族為了侵吞整個達歐斯帝國而向大族宣戰，最後兩敗俱傷的結果亦導致達歐斯帝國沒落。
後來豪魔族在經歷了六千年的歲月後復活，並開始大舉侵略人類，並揚言要向大族復仇，但大族的道士·嘉翊亦找來了五位能使用氣力的年輕人，而五人亦在變身後成為「五星戰隊大連者」與豪魔族戰鬥。

## 登場角色

### 五星戰隊大連者
五星戰隊大連者，為由道士·嘉翊召集的年輕戰士。
使用過往達拉斯帝國的大族之氣力與豪魔族戰鬥，然而後來在與夏達姆決戰時卻被嘉翊呼籲停止戰鬥；隨後在50年後豪魔族復活，其子孫亦變身為大連者戰鬥。
天火星·亮（てんかせい·リョウ）／ 龍連者
演：和田圭市
在一間中華料理餐廳擔任見習廚師，並有着製作日本第一餃子的意向。
亮於一次在倒垃圾時為了救一名小女孩而被豪魔怪人紐男爵襲擊，後來在被龍星王救走後則與道士·嘉翊會面，並被告知自己為大連者的第五位戰士。
以拳擊為主的赤龍拳作為戰鬥技巧，並能透過氣力操縱火焰及雷電。
有一個與其相依為命的妹妹，而其父親過往則為大族的戰士之一，然而後來他背叛其同伴並加入豪魔，但始終無法拋棄愛的張遼在知悉亮為其兒子後卻不敢對之下手，而最後亮亦在張遼臨終時選擇原諒他。
其他登場作品：《豪快者 護星者 超級戰隊199英雄大決戰》、《海賊戰隊豪快者》、《連續4週特別篇 超級戰隊最強對戰!!》
天幻星·大五（てんげんせい·ダイゴ）／ 獅子連者
演：能見達也
寵物店的老闆。
其感情豐富，並非常關愛小動物與任何一個弱小的生命，而在作戰方面亦擅長冷靜判斷。
使用拳法為獅子拳，並能夠透過氣力操縱霧氣及幻術。
與孔雀的氣力同調，故自身亦能感受到孔雀的氣息，並與其有着深厚的交情。
天重星·將兒（てんじゅうせい·ショウジ）／ 天馬連者
演：羽村英
有著立志成為世界一流拳擊手的夢想之熱血青年。
由母親獨自照顧長大，而其想法偏激及行為粗魯的個性亦在道士嘉翊的引薦下已經漸漸改為平靜，也從大連者的辛苦戰鬥之下得到友情的信任與自我修煉的提昇。
其天馬拳則以踢技為主，並能夠以氣力操縱其周圍的重力。
其他登場作品：《海賊戰隊豪快者》
天時星·知（てんじせい·カズ）／ 麒麟連者
演：土屋圭輔
擁有魅力及天才手藝的美容師，並有著成為國際級美容師之意向。
發自內心中的愛與美的知則那些破壞那些人類感情的惡魔絕不原諒，故亦在道士嘉翊的引薦下成為大連者的一人。
使用拳法為以攻防一體為主的麒麟拳，並以醉拳技巧應戰及能透過氣力操縱時間。
其他登場作品：《海賊戰隊豪快者》
天風星·玲（てんぷうせい·リン）／ 鳳凰連者
演：高橋夏樹
大連者唯一一位女生，是位大學生。
為道士嘉翊的姪女，遠從中國來到日本接受嘉翊的指導，並且與嘉翊的關係密切。
是個心地善良，溫柔甜美的女孩，但同時也是一位作戰精明的女戰士。
以身手輕巧的鳳凰拳應戰，並能透過氣力操縱風。
後來亦收留了剛，與剛的關係亦猶如兩姐弟般。
吼新星·剛（こうしんせい·コウ）／ 牙連者
演：酒井壽
於第17集初登場。
在順從白虎真劍的指示取走虞翻預先暗藏於玲家中的Kiba Changer及從神社的石堆中拔起白虎真劍而成為牙連者，而初時亦因仍還是小孩子緣故而聽從白虎真劍的指示隱藏其真正身份。
擅長滑板，其個性愛調皮搗蛋，並且常作弄玲，但因為剛認為玲的氣質跟他的母親非常相似，故決定選擇與其同住。
實為夏達姆與大族的一名女性所生的兒子，並且與阿古丸為雙胞胎，但因為豪魔有著一誕下雙胞胎便要殺害弟弟的規定，故不敢對剛下手的母親則決定獨自帶同剛離去，而其母親為能暫時封印剛體內的豪魔之血，因此在剛四歲那年便於其右手臂留下老虎的烙印，但烙印的力量卻只能維持至剛的十歲生日。
後來因其十歲生日面臨在即，其豪魔之血亦開始促使剛暴走，但最後則被其母親以儀式去除其豪魔之血而回復原有本性。
而在與夏達姆決戰完結的50年後，剛已成為企業家。

#### 大連者的協力者／相關者
道士·嘉挧
演：中康治
大連者的軍師，在知悉豪魔族復活後便召集了五位具有氣力的年輕人成為「五星戰隊大連者」。
平時會逗留在大連者本部以坐禪形式感知豪魔的動靜。
其原為豪魔族的參謀長，但是屬於穩健派的他並不認同激進派豪魔統治世界的想法而選擇投靠大族，其後便以大族之名生存。
在大神龍的出現後便與豪魔十五世立下停戰協議；而在大神龍第二次降臨地球的同時亦為搶回被夏達姆奪走的白虎真劍而與其進行交涉談判，當中條件則為必須解散大連者，並且回收各人的天寶來來之玉與變身器以及回歸豪魔族。
後來便與夏達姆進行皇位繼承戰，但為能對抗力量強勢的夏達姆而派遣其部下子龍中尉在城市中豎立兩根分別具有妖力及氣力的柱子以增強其力量，然而兩根柱子在兩人對戰期間皆先後被札伊多斯與珈拉破壞，結果處於不利的嘉翊則被夏達姆打敗。而最後在大連者趕到其對戰現場並知曉彼此的心意後，嘉翊便安然的逝世。
而在大連者與豪魔的決戰時，嘉翊亦以幻影告知他們「戰鬥永遠不會結束」的忠告指示他們離開豪魔宮。
龜夫（かめお）／ 超氣傳獸 大無限
演：今川杉作→成瀨富久
有著成為繪本作家的青年，於第22集初登場。
與知的交情深厚，並且特別仰慕他。
其真正身份為超氣傳獸大無限，因厭惡戰爭及愛好和平關係而轉化為人類形態生活。
能藉著其自身的天寶來來之玉變回其超氣傳獸的原貌或變為一隻小烏龜，但過了一段時間後則會變回人類樣貌。
老道士·虞翻（ろうどうし ぐほん）
演：桑原毅
大族的第一代氣傳使者，同時亦為發明家，於第13集初登場。
為嘉翊的師傅，同時亦為玲的爺爺（實為舅公，為玲的奶奶之弟）。
初現身時則為了拯救被豪魔怪人歌舞伎小僧捉走的未婚妻小喬而來了日本，並且向大連者五人送遞大輪劍。而當歌舞伎小僧被大連者擊敗後，虞翻便將小喬手上的白虎真劍插在一塊大石中以及將Kiba Changer暗藏於玲的家中。
後來為送遞其新發明超級氣力Bazooka予大連者而再次來到日本。
白虎真劍（びゃっこしんけん）
聲：阿部渡
通稱「白虎（びゃっこ）」，為虞翻從中國帶來的劍，於第14集初登場。
具有自我意識，同時亦身兼剛的搭檔與軍師。
鐵面臂 張遼（てつめんぴ ちょうりょう）
演：伊吹剛
亮的父親，於第7–8集登場。
過去曾為大族的戰士之一，但後來卻背叛了其同伴並加入豪魔，故亦因而能同時使用氣力及妖力，但無法拋離愛的張遼在存活六千年後則遇上亮的母親並與之結婚，然而隨後卻回到豪魔並銷聲匿跡，而當時年幼的亮亦認為其父親已離世。
而作為大僧正李儒（鋸大僧正）直屬弟子的張遼後來亦被派遣對付大連者，而當張遼正準備對亮下手時卻從嘉挧口中得知亮為其兒子，事後無法對其兒子下手的他在目睹李儒對亮的重擊後卻選擇背叛李儒並反擊，然而則被其重傷。而最後張遼在臨終前向亮道出氣傳獸的秘密，並且在獲得亮及其同伴靈魂的原諒後便跟隨其同伴升天。
孔雀
演：森下雅子
孔雀明王之化身，於第9集初登場。
能夠幻化為孔雀，並以兩把短劍孔雀劍及羽毛手裏劍為武器。
原為大族的女生，並且與珈拉為親密好友，而當珈拉為救其而受傷後則為治癒珈拉而求助孔雀明王並修行，最後更成為其化身。殊不知以為孔雀背叛她的珈拉已投靠豪魔，其後孔雀更中了珈拉的詭計而被囚禁在鏡化妝師體內，後來在鏡化妝師被大連者打敗後則被救起。
而在復活初時則一心向豪魔復仇，後來因大五的愛與關懷讓孔雀找回原本的和善之心。然而現代社會的環境污染卻逐漸侵蝕著她的生命，而能解救其生命方法則只有神聖的孔雀之淚，然而神聖的孔雀之淚卻有著奪走人類免疫力的副作用。
在大五為了拯救孔雀的生命而費盡千辛萬苦找到了神聖孔雀之淚時，才知道只要救了孔雀會讓人類滅亡的悲劇，但孔雀卻不顧自己的性命，將神聖的孔雀之淚留給了負傷的珈拉，也同時治癒了她臉上的傷疤，而最後當孔雀的生命燃盡之後便升天幻化為孔雀明王。
剛的母親
演：三輝光輝子
來自大族的女性，於第18集初登場。
過去與夏達姆誕下一對雙胞胎兄弟－阿古丸與剛，但由於豪魔規定雙胞胎的弟弟必須殺死，故她才會帶著甫出生的剛遠走他處，而同樣因剛體內留有豪魔之血，故在他四歲時於其右手臂上留下老虎的烙印藉以封印其體內的豪魔之血。
後來卻被豪魔囚禁；然而在當得知阿古丸為自己另一個兒子後則向其相認並道歉，隨後在一處山洞內成功以儀式消除剛體內的豪魔之血後，其山洞卻受儀式的波及而開始倒塌，而最後在請求剛離開山洞後，則聯同其相認不久的阿古丸一同在山洞內被活埋。
的場 陣（まとば じん）／魔拳士 陣（まけんしジン）
演：廣瀨匠
到處與各流派、道館的拳法家戰鬥的殺手，於第26集初登場。
隨身攜帶一枚刻有骷髏頭的金幣，而其使用武術為暗黑空手道‧豹牙流邪心拳，另外其左手臂則於過去受訓期間則被其師傅廢掉，故而安裝鎧製的義肢。
與亮則為對手關係，兩人甚至多次交手。
後來被札伊多斯看中，故被對方藉由黑水晶的妖魔力量成為魔拳士，然而其本性卻不聽從任何人的命令與指揮，也拒絕想要納入其麾下的札伊多斯，但最後卻被對方趁機捉走後便被植入餓狼鬼的細胞，而當其體內的餓狼鬼被大連者消滅後，陣則揚言不會再打擾亮，其後走路踉蹌的陣便走上荒漠，並且繼續遭到札伊多斯的追殺。

### 氣傳獸
氣傳獸，為與大連者並肩作戰的大型生命體。
 龍星王（りゅうせいおう）
龍連者的氣傳獸，擁有操縱火焰及雷電的能力。
能獨自變形為巨人型態的氣傳武人，並以飛龍棍作為武器。
為大連王的頭部及身軀。
 星獅子（せいじし）
於第6集初登場。
為獅子連者的氣傳獸，並以招式「大蜃氣樓」進行幻術攻擊。
為大連王的胸甲、頭盔以及雙手臂；牙大王的肩部及背部。
 星天馬（せいてんま）
於第6集初登場。
為天馬連者的氣傳獸，而使用招式為能自由操縱重力的「大重力」。
為大連王／牙大王的右腿。
 星麒麟（せいきりん）
於第6集初登場。
為麒麟連者的氣傳獸，而其招式為「大時間」，能自由操縱時間。
為大連王／牙大王的左腿。
 星鳳凰（せいほうおう）
於第6集初登場。
為鳳凰連者的氣傳獸，並以龍捲技「大旋風」作為攻擊招式。
為大連王的腹甲；而在合體為牙大王時則依附於其右手臂上及作為其飛翔劍。
 王Tiger
牙連者的氣傳獸，於第22集誕生。
與龍星王同樣能獨自變形為氣傳武人。
其氣傳獸型態之招式為「吼新星大咆吼」，為以咆吼形式釋放之衝擊波；而其氣傳武人型態則以其尾巴變形的單刃劍－黃金劍作為武器；另外其亦內置七顆氣傳寶珠（日、月、金、木、水、火、土），使用相應寶珠則能發揮相應力量。
為牙大王的頭部及身軀。
 超氣傳獸／超氣傳武人 大無限
龜夫的真正樣貌，於第31集初登場。
其超氣傳獸型態的武器為大氣力Cannon；而當變為超氣傳武人型態時則以其十指的無限炮進行攻擊，同樣地其大型身軀則可容納龍星王並替其進行氣力補給。

#### 合體型態
天空氣殿（てんくうきでん）
由星獅子、星天馬、星麒麟以及星鳳凰合體的空中移動要塞，於第6集初登場。
可搭載龍星王，而其必殺技為龍星王從天空氣殿上一躍而下使出風車斬的「天空大風車」。
大連王（だいれんおう）
由龍星王與天空氣殿的合體型態，於第8集初登場。
擁有中國武將的外型及特徵，而其武器為大王劍以及由飛龍棍與星鳳凰的尾部組合的標槍Dai Javelin；至於其必殺技則為以大王劍斬擊的「大王劍·疾風怒濤」。
牙大王（きばだいおう）
由王Tiger與天空氣殿的合體型態，於第22集初登場。
其氣力等級優於大連王，但威力較弱。
其武器為由星鳳凰變形的飛翔劍，同樣其必殺技為以化為火鳳凰的星鳳凰貫穿敵人的「飛翔劍·木端微塵」。
重甲氣殿（じゅうこうきでん）
由龍星王、天空氣殿、王Tiger以及大無限的合體型態，於第31集初登場。
其必殺技為以重量壓擊敵人的「重甲氣殿·大壓殺」。

### 豪魔族
豪魔族，為過往為統治達歐斯帝國的種族之一，其使用力量則為妖力。
在與大族的戰爭中則與對方兩敗俱傷，隨後在經歷了六千年的時光後再度復活。
夏達姆中佐
演：西凜太朗
擔任侵略任務的三幹部之一。
身上流有皇帝之血並取得繼承權的他，自尊心甚高並覬覦著統治豪魔的實權。
為阿古丸與剛的父親，然而個性無情的他則選擇了拋妻棄兒。
實際上珈拉、札伊多斯甚至豪魔十五世為其製作的泥人偶，為了能在真的奪得皇位繼承權後則從十五世手中得到豪魔皇帝象徵「大地轉動之玉」進而統治豪魔的遠大陰謀。
後期在與道士嘉挧進行皇位繼承戰中取得勝利，而將豪魔十五世變回泥人偶後則自冕為「豪魔十六世」並與大連者決戰。然而在戰鬥期間因大地轉動之玉的離開而恢復原本樣貌，其後在意圖以小刀攻擊一心替嘉挧報仇的亮時卻反遭到對方刺傷，而最後更化為泥人偶後逐漸崩潰。
珈拉中佐
演：天祭揚子
擔任侵略任務的三幹部之一，以護手禮劍作為武器。
原為大族的女生，跟年齡相仿的孔雀從小為好朋友，但在一次事故中為了保護孔雀而不慎被劃傷了臉頰，故而留下一道傷痕，隨後因而自卑的珈拉便失去自信封閉自己，後來在孔雀失去蹤影，認為自己已被背叛的珈拉則選擇加入了豪魔族。
後來在孔雀與大五找尋神聖的孔雀之淚時則以自己的生靈應戰，隨後卻在與孔雀的戰鬥中雙目失明，結果當孔雀獲得神聖的孔雀之淚後便將其給予珈拉，珈拉的雙眼跟臉上的傷痕亦因而痊愈。
其後在與大五跟玲的決戰中敗於兩人，隨後已成為孔雀明王的孔雀則透過大五的羽毛現身，並告知兩人所面對的珈拉僅為夏達姆製造的泥人偶；而真正的珈拉早已於過往的戰爭逝世後其靈魂便到了天上界，甚至更與孔雀重修舊好。而最後泥人偶珈拉則被真正的珈拉以其法術還原並逐漸崩解，其後更被風吹散。
札伊多斯少佐
演：田村円
擔任侵略任務的三幹部之一。
其力氣為三人中最大，卻常常有勇無謀，缺乏作戰計劃的考慮。
實為夏達姆製造的泥人偶，在夏達姆面臨皇位繼承戰時卻要求札伊多斯破壞能予增強嘉挧的氣力與妖力的兩根柱子，後來在巨大化後亦揭露其暗藏於頭巾內的火山迎戰大連者，而最後卻不敵重甲氣殿的大壓殺而變回等身大小，隨後更還原為泥人偶並逐漸崩解而死。
田豐將軍
演：上田忠好
於第17集初登場。
輔佐豪魔十五世的元老會的重要成員，同時亦為阿古丸的監護人。
後來因目睹豪魔十五世的泥人偶而慘遭夏達姆殺害與被蒙冤。
阿古丸（あこまる）
演：柴田翔平
於第17集初登場。
為夏達姆的親生兒子，並且與剛為雙胞胎，但因為從未得到來自雙親的溫暖而習得他乖戾自傲、目中無人的性格。
喜歡豪魔十五世，並以特殊的伸縮紙笛作為吹箭武器。
秘密策劃讓夏達姆三人垮台，並且對剛也有著特殊的敵意。在發現牙連者的真面目是剛後亦開始以其母親的安全以要脅剛投入豪魔陣營，而為了讓剛的母親看到剛變成豪魔一族後絕望，故特地將她囚禁在破廟之中。
在被甦醒的王Tiger給擊敗之後曾因被岩石擊倒而死，後來被豪魔十五世從地獄中救起。而復活後的阿古丸則與其從地獄帶來的保鑣‧迅雷一同與大連者開戰，同時亦因破壞了停戰協定而引來了大神龍出現。後來因新停戰協定，甚至被夏達姆逐出了豪魔一族。
最後在從自己的母親跟夏達姆知悉自己與剛為兄弟，在被夏達姆打至重傷的阿古丸則與其才相認不久的母親一同在倒塌的山洞內活埋。
豪魔十五世
演：幸田宗丸
豪魔族的統治者，於第20集初登場。
其個性怪裡怪氣，有著幼稚頑皮的一面，但對於事情的直覺卻意外地敏銳。另外當豪魔幹部們與之會面時必須戴著銅製假面。
實為夏達姆製造的泥人偶，其真體早已於過去豪魔與大族的戰鬥中已陣亡，而最後被夏達姆的法術還原為泥人偶並逐漸崩解。
鐵面臂 張遼（てつめんぴ ちょうりょう）
參照大連者的協力者／相關者。
道士·嘉挧
參照大連者的協力者／相關者。
子龍中尉
演：柚原旬
於第45-46集登場。
為嘉挧在豪魔時期的左右手，能變化為鎧武者型態，並以三叉戟為武器。
聽從嘉挧的命令而豎立兩根分別具有氣力與妖力的柱子替嘉挧提供力量；然而最後因大連者的攻擊而魂斷於嘉挧懷中。
庫托波托羅
豪魔的兵卒。
以長劍作為武器，並擁有偽裝人類的能力。

### 其他角色
大神龍（だいじんりゅう）
為保護大宇宙的秩序而誕生的超宇宙生命體，於第37集初登場。
十分厭惡戰爭，故對發生戰爭的星球皆會予以摧毁。
初現身時因其絕對威力而一度迫使大連者與豪魔彼此暫時休戰；然而後來因豪魔破壞停戰協議而再次降臨地球，並透過催眠術意圖操縱人類自殺以作警告；而第三次降臨地球時亦摧毀豪魔宮。

## 大連者的裝備

### 配備／武器
Aura Changer
除了剛／牙連者外其餘五人配戴於雙手的變身器。
共分為兩部分：圓環鑰匙Aura Gather以及內置通訊功能的Aura Spreader，而五人於變身時須將氣力集中於Aura Gather的圓環上，隨後便將圓環插進Aura Spreader內。
Star Sword／Star Cutter
除了剛／牙連者外其餘五人所擁有的劍型武器。
當中Star Sword為長劍，而Star Cutter則為短劍，另外兩亦能組合為槍械Dai Buster。
Dairan Rod
除了剛／牙連者外其餘五人所擁有的伸縮型棍棒。
其能夠變形為五人的個人武器，其頂端亦可裝備刃型附片，而五人各自的個人武器及刃型附片皆為 雙龍劍／戟、 獅子棍棒／叉、 天馬雙截棍／鉋、 麒麟九節鞭／矛、 槍鳳凰／錐。
天寶來來之玉
於第6集初登場。
寄宿著氣傳獸力量的寶玉，可用於召喚氣傳獸及作為超級氣力Bazooka的光彈。
大輪劍
由老道士‧虞翻開發的圓環劍，於第13集初登場。
能夠直接斬擊及作為迴力鏢投擲。
Kiba Machine
除了剛／牙連者外其餘五人配備的機車。
其最高時速可達每小時300公里，而車身也配備能發射氣功彈的槍口。
 牙連者
Kiba Changer
剛／牙連者持有的變身器，於第17集初登場。
與Aura Changer同樣共分為兩部分：圓環鑰匙Kiba Emblem以及內置通訊功能的Kiba Spreader。
白虎真劍
參照大連者的協力者／相關者。
Kiba Tector
為剛／牙連者於變身後所身穿的鎧甲。

### 必殺技
氣力炸彈
為除了牙連者外其餘五人的初期必殺技。
五人會將其各自氣力凝聚為光球彈－氣功彈後射擊敵人，而五顆氣功彈亦在攻擊敵人時則會合而為一。
大輪劍·氣力射擊
為五名大連者將其氣力灌注於大輪劍後再以猛烈速度射擊敵人。
超級氣力Bazooka
由虞翻開發的必殺大炮，於第29集初登場。
使用時五名大連者則將其Star Sword、Star Cutter插入大炮中，而五人各自的天寶來來之玉則作為其彈藥，而最後在射擊時其天寶來來之玉則會五合為一。

## 設定
達歐斯帝國
為過去由兩個種族－大族與豪魔族共同統治的文明古國，另外該兩個種族亦共同奴役作為現今人類祖先之一的修羅族。
因豪魔獨佔帝國的野心而與大族引發戰爭，最終因兩敗俱傷導致帝國滅亡。
大連者本部
大連者的據點，同時亦是嘉挧的居所，位於東京站的地底。
因該處被認為是聚集最多自然氣力的地點，故大連者也會在這鍛鍊及坐禪以提高體內氣力。
然而後來在嘉挧回歸豪魔時則將據點以牆壁封鎖。
巨大化炸彈
讓豪魔時效性巨大化的炸彈。
豪魔宮
豪魔族的要塞，於第20集初登場。
其外觀為倒立的金字塔，並懸浮於半空上。
然而最後則被大神龍摧毀。
大地動搖之玉
外觀為紅色的錐體寶石，為豪魔族皇帝的象徵。

## 製作團隊
製作人員：
- 原作：八手三郎
- 製作人：
  - 朝日電視台：梶淳
  - 東映：鈴木武幸、白倉伸一郎

- 劇本：杉村升、荒川稔久、藤井邦夫、高久進、井上敏樹
- 導演：小林義明、坂本太郎、小笠原猛、東條昭平、渡邊勝也
- 動作導演：竹田道弘
- 配樂：川村榮二
- 特攝導演：佛田洋
- 製作：朝日電視台、東映、東映Agency

皮套演員：
-  龍連者：大藤直樹
-  獅子連者：喜多川務
-  天馬連者：蜂須賀昭二
-  麒麟連者：石垣廣文
-  鳳凰連者：村上利惠
-  牙連者：渡邊實、田邊智惠

## 播放列表
以下時間以當地時間（日本時間）為準：
| 日本首播日期 | 集數 | 標題 （日語）（漢譯） | 主役豪魔一方 | 編劇     | 導演     |
| ------------ | ---- | --------------------- | --- | -------- | -------- |
| 1993/02/19   | 1    | 轉身吧                | - 紐男爵（聲：野本禮三） - 錢包法師（第2集） （聲：檜山修之）                                                                                                 | 杉村升   | 小林義明 |
| 1993/02/26   | 2    | 氣力啊！！            | - 紐男爵（聲：野本禮三） - 錢包法師（第2集） （聲：檜山修之）                                                                                                 | 杉村升   | 小林義明 |
| 1993/03/05   | 3    | 交出靈魂！            | - 鑰匙道化師（聲、演：日下秀昭） | 杉村升   | 坂本太郎 |
| 1993/03/12   | 4    | 我們還沒成熟！！      | - 鑰匙道化師（聲、演：日下秀昭） | 杉村升   | 坂本太郎 |
| 1993/03/26   | 5    | 寶玉來了              | - 口紅歌姬（聲：長門美由樹） - 惡魔聖歌隊 （演：池上奈生美、高橋亞紀、渡邊世津子、酒井佳子）                                                                  | 荒川稔久 | 小笠原猛 |
| 1993/04/02   | 6    | 風呀 吹起吧           | - 口紅歌姬（聲：長門美由樹） - 惡魔聖歌隊 （演：池上奈生美、高橋亞紀、渡邊世津子、酒井佳子）                                                                  | 荒川稔久 | 小笠原猛 |
| 1993/04/09   | 7    | 叛徒！                | - 大僧正 李儒（鋸大僧正） （聲、演：大月奧爾夫） - 鐵面臂 張遼（演：伊吹剛）                                                                                  | 杉村升   | 渡邊勝也 |
| 1993/04/16   | 8    | 老爸！！              | - 大僧正 李儒（鋸大僧正） （聲、演：大月奧爾夫） - 鐵面臂 張遼（演：伊吹剛）                                                                                  | 杉村升   | 渡邊勝也 |
| 1993/04/23   | 9    | 別驕傲了              | - 鏡化妝師（聲：西尾德） | 藤井邦夫 | 坂本太郎 |
| 1993/04/30   | 10   | 啊復仇的女神          | - 櫻花子爵（聲：吉田淳） | 藤井邦夫 | 坂本太郎 |
| 1993/05/07   | 11   | 高斯與磁石！          | - 磁石神父（聲、演（人類型態）：赤星昇一郎） | 荒川稔久 | 小笠原猛 |
| 1993/05/14   | 12   | 豆腐醉了              | - 豆腐仙人（聲：大山豐） | 高久進   | 小笠原猛 |
| 1993/05/21   | 13   | 歌 歌舞伎小僧         | - 歌舞伎小僧（聲：千葉繁） - 歌舞伎人 - 歌舞伎機械人（第14集）                                                                                                | 杉村升   | 東條昭平 |
| 1993/05/28   | 14   | 呦 結婚啦             | - 歌舞伎小僧（聲：千葉繁） - 歌舞伎人 - 歌舞伎機械人（第14集）                                                                                                | 杉村升   | 東條昭平 |
| 1993/06/04   | 15   | 三笨蛋足球            | - 豪魔三活寶 - 神風大將（聲：檜山修之） - 墓碑社長（聲：神山卓三） - 電話先生（聲：牟田彰子）                                                                 | 荒川稔久 | 坂本太郎 |
| 1993/06/11   | 16   | 滾動的孩子石          | - 土偶腹語術師（聲：增岡弘） | 藤井邦夫 | 坂本太郎 |
| 1993/06/18   | 17   | 新戰士現身            | - 地獄三官女 - 戒指官女（聲、演：渡部留美） - 項鍊官女（聲、演：荒井由香） - 耳環官女（聲、演：中山由香里）                                                   | 杉村升   | 渡邊勝也 |
| 1993/06/25   | 18   | 「秘密」的小白虎      | - 地獄三官女 - 戒指官女（聲、演：渡部留美） - 項鍊官女（聲、演：荒井由香） - 耳環官女（聲、演：中山由香里）                                                   | 杉村升   | 渡邊勝也 |
| 1993/07/02   | 19   | 心跳加速美少女        | - 地獄三官女 - 戒指官女（聲、演：渡部留美） - 項鍊官女（聲、演：荒井由香） - 耳環官女（聲、演：中山由香里）                                                   | 荒川稔久 | 小笠原猛 |
| 1993/07/09   | 20   | 豪魔宮初次亮相        | - 地獄三官女 - 戒指官女（聲、演：渡部留美） - 項鍊官女（聲、演：荒井由香） - 耳環官女（聲、演：中山由香里）                                                   | 荒川稔久 | 小笠原猛 |
| 1993/07/16   | 21   | 氣傳獸誕生            | - 地獄三官女 - 戒指官女（聲、演：渡部留美） - 項鍊官女（聲、演：荒井由香） - 耳環官女（聲、演：中山由香里）                                                   | 杉村升   | 東條昭平 |
| 1993/07/23   | 22   | 虎之子的大秘術！！    | - 地獄三官女 - 戒指官女（聲、演：渡部留美） - 項鍊官女（聲、演：荒井由香） - 耳環官女（聲、演：中山由香里）                                                   | 杉村升   | 東條昭平 |
| 1993/07/30   | 23   | 真愛勇往直前          | - 陽炎頭巾（聲：新本一典） | 藤井邦夫 | 坂本太郎 |
| 1993/08/06   | 24   | 三個笨蛋的超棒球！    | - 豪魔三活寶 | 荒川稔久 | 坂本太郎 |
| 1993/08/13   | 25   | 一群假冒戰隊          | - 複製女帝（聲、演：吉川理惠子） - 假貨大連者 - 假貨龍星王 | 高久進   | 小笠原猛 |
| 1993/08/20   | 26   | 討厭討厭討厭的傢伙    | - 壺道人（聲：依田英助） | 井上敏樹 | 渡邊勝也 |
| 1993/08/27   | 27   | 最終拳噠噠噠          | - 壺道人（聲：依田英助） | 井上敏樹 | 渡邊勝也 |
| 1993/09/03   | 28   | 總登場啦！！          | - 豪魔四天王 - 東方天（演：岡本美登） - 南方天（演：日下秀昭） - 西方天（演：關根大學） - 北方天（演：井上清和） - 快嘴旅人（第29-30集） （聲、演：鄉田穗積） | 杉村升   | 小笠原猛 |
| 1993/09/10   | 29   | 母子間淚的「秘密」    | - 豪魔四天王 - 東方天（演：岡本美登） - 南方天（演：日下秀昭） - 西方天（演：關根大學） - 北方天（演：井上清和） - 快嘴旅人（第29-30集） （聲、演：鄉田穗積） | 杉村升   | 東條昭平 |
| 1993/09/17   | 30   | 必殺快嘴工作者        | - 豪魔四天王 - 東方天（演：岡本美登） - 南方天（演：日下秀昭） - 西方天（演：關根大學） - 北方天（演：井上清和） - 快嘴旅人（第29-30集） （聲、演：鄉田穗積） | 杉村升   | 東條昭平 |
| 1993/09/24   | 31   | 又出現新戰士          | - 豪魔四天王 - 東方天（演：岡本美登） - 南方天（演：日下秀昭） - 西方天（演：關根大學） - 北方天（演：井上清和） - 快嘴旅人（第29-30集） （聲、演：鄉田穗積） | 杉村升   | 東條昭平 |
| 1993/10/01   | 32   | 黃金踢擊之鬼          | - 鳥籠浪人（聲、演：殿殿） | 杉村升   | 小林義明 |
| 1993/10/08   | 33   | 偶像初體驗            | - 媒體魔術師（聲、演（人類型態）：海津亮介） | 荒川稔久 | 渡邊勝也 |
| 1993/10/15   | 34   | 刺刺地收集少女        | - 仙人掌將軍（聲、演（人類型態）：齊藤曉） | 高久進   | 小林義明 |
| 1993/10/22   | 35   | 新奧義蜘蛛之舞        | - 大炮軍曹（聲：大山豐） | 井上敏樹 | 渡邊勝也 |
| 1993/10/29   | 36   | 宿怨六千年…           | - 萬花筒伯爵（聲：野本禮三） | 藤井邦夫 | 坂本太郎 |
| 1993/11/05   | 37   | 看呀！！大傢伙        | - 柏青哥大名人（聲、演：本間茂） | 杉村升   | 東條昭平 |
| 1993/11/12   | 38   | 咦！！停戰！？        | - 柏青哥大名人（聲、演：本間茂） | 杉村升   | 東條昭平 |
| 1993/11/19   | 39   | 魔拳 落日下散去       | - 餓狼鬼 | 井上敏樹 | 小笠原猛 |
| 1993/11/26   | 40   | 再會！三笨蛋          | - 豪魔三活寶 | 荒川稔久 | 東條昭平 |
| 1993/12/03   | 41   | 孔雀大升天            | - 珈拉的生靈（演：天祭揚子（分飾）） | 藤井邦夫 | 坂本太郎 |
| 1993/12/10   | 42   | 媽媽一直線            | - | 杉村升   | 小笠原猛 |
| 1993/12/17   | 43   | 告知 禁斷的過去       | - | 杉村升   | 渡邊勝也 |
| 1993/12/24   | 44   | 感動！！你也哭吧      | - | 杉村升   | 渡邊勝也 |
| 1994/01/07   | 45   | 解散當真！！          | - 子龍中尉（演、聲：柚原旬） | 杉村升   | 坂本太郎 |
| 1994/01/14   | 46   | 英雄一無所有          | - 子龍中尉（演、聲：柚原旬） | 杉村升   | 坂本太郎 |
| 1994/01/21   | 47   | 衝擊～真相            | - | 荒川稔久 | 小笠原猛 |
| 1994/01/28   | 48   | 壯絕！！道士戰逝      | - | 荒川稔久 | 小笠原猛 |
| 1994/02/04   | 49   | 最後決戰啊            | - | 杉村升   | 東條昭平 |
| 1994/02/11   | 50   | 上吧                  | - | 杉村升   | 東條昭平 |

## 音樂
片頭曲：
作詞：八手三郎
作曲：大野克夫
編曲：山本健司
演唱：NEWJACK拓郎
片尾曲：
作詞：八手三郎
作曲：大野克夫
編曲：山本健司
演唱：NEWJACK拓郎
插曲：

作詞、作曲、編曲、演唱：津野剛司

作詞、作曲、編曲、演唱：津野剛司

作詞、作曲：小杉保夫
編曲：望月誠人
演唱：Funky Y.K.

作詞、作曲、編曲：津野剛司
演唱：津野剛司、Pythagoras

作詞：白峰美津子
作曲：樫原伸彦
編曲：吉田明彦
演唱：石田燿子

作詞：津野剛司
編曲：吉田明彥
作曲、演唱：樫原伸彥

作詞：八手三郎
作曲：小杉保夫
編曲：吉田明彥
演唱：Funky Y.K.

作詞：津野剛司
作曲：小杉保夫
編曲：望月誠人
演唱：Funky Y.K.

作詞：八手三郎
作曲、編曲、演唱：樫原伸彥

## 劇場版
《五星戰隊大連者》
與此作同名的劇場版電影，於1993年4月17日首映。
製作人員：
- 導演：東條昭平
- 劇本：杉村升

## 海外播放
香港曾於1995年由亞洲電視本港台以《五星戰隊》為譯名播出。

## 外部連結
- 五星戰隊大連者（页面存档备份，存于）（超級戰隊系列官方網站內介紹）